# گل سرخ (جماعت)
گل سرخ جماعت و شهرکی در شمال غربی تاجیکستان است که در ناحیهٔ استروشن ولایت سغد قرار دارد. جمعیت این جماعت ۲۸٬۷۹۹ نفر است.